# Fašistický manifest
Fašistický manifest (italsky Il manifesto dei fasci italiani di combattimento) vydali 6. června 1919 Alceste De Ambris a Filippo Tommaso Marinetti. Manifest ve čtyřech sekcích popisuje cíle fašistického hnutí. 

## Znění manifestu
Italové! Zde je program skutečného italského hnutí. Je revoluční, neboť je antidogmatický, silně inovativní a proti předsudkům.

### K politickému problému
požadujeme
- univerzální volební právo v krajském hlasování s poměrným zastoupením a právo volit a kandidovat pro ženy
- minimální volební věk 18 let, pro kandidáty 25 let
- zrušení senátu
- svolání Národního shromáždění na tříleté období, během něhož bude jeho hlavní zodpovědností sestavení státní ústavy
- sestavení Národní rady odborníků pro práci, dopravu, veřejné zdraví, komunikaci atd., výběr bude proveden z obce profesionálů nebo obchodníků, se zákonodárnou mocí a povolání přímo do Generální komise s ministerskou mocí

### K sociálním problémům
požadujeme
- neprodlené přijetí státního zákona schvalujícího osmihodinovou pracovní dobu pro všechny pracující
- minimální mzdu
- účast dělnických zástupců ve funkcích průmyslových rad
- vyjádření téže důvěry v odbory (které se prokázaly technicky a morálně toho hodny) jaká je vyjadřována výkonným ředitelům či úředním osobám
- urychlenou a úplnou systemizaci železnic a všech dopravců
- nezbytnou úpravu [sociálního] pojištění - zrušení minimálního věku odchodu do důchodu, navrhujeme posun důchodového věku z 65 na 55 let

### K armádnímu problému
požadujeme
- instituci národní milice s krátkou dobou služby a s výlučně obranným účelem
- znárodnění všech továren na zbraně a trhaviny
- národní politiku za účelem mírového šíření italské kultury po světě

### K finančnímu problému
požadujeme
- výraznou progresivní daň na hlavu která skutečně vybere část bohatství všech
- zabrání všeho majetku náboženským spolkům a zrušení všech biskupství, která tvoří obrovský závazek národu a právům chudých
- revize všech armádních zakázek a konfiskace 85% jejich zisku

Alceste De Ambris a Filippo Tommaso Marinetti, 1919